# Attemsia likana
Attemsia likana är en mångfotingart som beskrevs av Pius Strasser 1966. Attemsia likana ingår i släktet Attemsia och familjen Attemsiidae. Inga underarter finns listade i Catalogue of Life.